# Дашина
Дашина (пол. Daszyna) — село в Польщі, у гміні Дашина Ленчицького повіту Лодзинського воєводства.
Населення — 604 особи (2011).
У 1975-1998 роках село належало до Плоцького воєводства.

## Демографія
Демографічна структура станом на 31 березня 2011 року:
|          | Загалом | Допрацездатний вік | Працездатний вік | Постпрацездатний вік |
| -------- | ------- | ------------------ | ---------------- | -------------------- |
| Чоловіки | 291     | 57                 | 196              | 38                   |
| Жінки    | 313     | 60                 | 177              | 76                   |
| Разом    | 604     | 117                | 373              | 114                  |